# 俄罗斯联邦功勋新闻工作者
俄罗斯联邦功勋新闻工作者（俄语：Заслуженный журналист Российской Федерации），是俄罗斯联邦授予新闻工作者的一个荣誉称号。

## 历史
“俄罗斯联邦功勋艺术家”称号由2018年7月19日俄罗斯联邦总统令第437号设立。

## 授予对象
“俄联邦功勋新闻工作者”荣誉称号将授予建立杰出功绩的新闻工作者，具体包括以下几个方面：
- 通过其工作提高了新闻工作的社会信誉；
- 协助培养俄公民的社会责任感；
- 客观公正报道俄联邦和他国政治、外交、文化和社会新闻以及反映国际问题的新闻；
- 传承发展俄罗斯人民传统理想道德价值观；
- 传承推介俄历史文化遗产；
- 开创了新闻制作的新风格等。

申请获得该荣誉称号还有两个先决条件：申请者须从业不少于20年，并且荣获过俄联邦国家权力机关或俄联邦主体（州、边疆区等）权力机关授予的专业奖项。申请者须由俄相关行业协会推荐，并由俄总统下属的国家奖励委员会审核。

## 胸章样式
胸章为椭圆形设计。长轴为40毫米，宽轴为30毫米。正上方刻有俄羅斯聯邦國徽，中央刻有“功勋新闻工作者”字样。
胸章应佩戴在胸部的右侧。